# Euan Holden
Euan Holden (født d. 2. februar 1988) er en amerikansk fodboldspiller, der bl.a. har spillet for Vejle Boldklub . 

## Karriere
Euan Holden er en allrounder, der både kan spille venstre back og venstre midtbane. Texaneren er kendtegnet ved sin hurtighed og stærke fysisk.
I 2006 var Euan Holden en af topspillerne, der kom ud af amerikansk high school-fodbold. I tiden som high school-spiller førte han sin texanske klub til en række South Texas State titler, inden han blev valgt til The University of New Mexico's trup i 2008 .
Hans bror, Stuart Holden, er også fodboldspiller og har blandt andet spillet for MLS Houston Dynamo.
I 2010 underskrev Euan Holden en etårig kontrakt med Vejle Boldklub efter en vellykket prøvetræning. Imidlertid var Holden skadet i størstedelen af 2010, hvorfor kontrakten med VB blev ophævet efter gensidig aftale.